# Pelgrim (bedrijf)
Pelgrim is een Nederlands merk van keukenapparatuur. Oorspronkelijk was Pelgrim een fabrikant van kook- en verwarmingsapparatuur in Gaanderen in de Achterhoek. Het werd in 1986 onderdeel van ATAG Keukenapparatuur en verhuisde in 1998 naar Duiven.

## Geschiedenis
Pelgrim vindt zijn oorsprong in het emailleerbedrijf Neerlandia, dat in 1920 werd opgericht in het dorp Gaanderen. In de streek langs de Oude IJssel was destijds veel ijzerindustrie. B.J. Pelgrim, een van de twee oprichters, had reeds 35 jaar bij Vulcaansoord in Terborg gewerkt voordat hij zijn eigen bedrijf startte. 
De N.V. Pelgrim startte in 1931 als een dochteronderneming van Neerlandia. In 1960 had het bedrijf Neerlandia/Pelgrim ongeveer 250 personeelsleden. Neerlandia produceerde tot in de jaren zeventig voornamelijk wasmachines en centrifuges. Doordat Neerlandia de concurrentie vanuit Duitsland en Italië niet meer aankon, sloot het in 1980. Pelgrim kwam eveneens in ernstige moeilijkheden en ging in 1986 failliet. Het bedrijf werd toen overgenomen door concurrent ATAG uit het naburige Ulft. In 2000 is het bedrijf samengegaan met ETNA onder de naam ATAG Benelux.